# Аррениус, Никлас
Никлас Бо Аррениус (швед. Niklas Bo Arrhenius; род. 10 сентября 1982, Прово, Юта) — шведско-американский легкоатлет, специалист по метанию диска и толканию ядра. Выступал за сборную Швеции по лёгкой атлетике в 2000—2017 годах, серебряный призёр чемпионата мира среди юниоров, многократный победитель и призёр первенств национального значения, участник летних Олимпийских игр в Пекине.

## Биография
Родился 10 сентября 1982 года в американском городе Прово, штат Юта. Сын переехавшего в США шведского легкоатлета Андерса Аррениуса, четырёхкратного чемпиона Швеции в толкании ядра.
Первых серьёзных успехов в метании диска Никлас добился ещё во время учёбы в старшей школе Mountain View High School в Ореме — установил здесь национальный рекорд среди школьников, впоследствии продержавшийся восемь лет. Продолжил спортивную карьеру в легкоатлетической команде Университета Бригама Янга.
Имея двойное гражданство США и Швеции, на международном уровне решил представлять шведскую национальную сборную. Так, в 2000 году в составе шведской легкоатлетической команды выступил на юниорском мировом первенстве в Сантьяго, где в зачёте метания диска стал серебряным призёром.
В 2001 году в той же дисциплине занял четвёртое место на юниорском европейском первенстве в Гроссето.
Начиная с 2006 года выступал среди взрослых спортсменов, в частности метал диск на взрослом чемпионате Европы в Гётеборге (56,62).
В 2007 году победил в первом дивизионе чемпионата Национальной ассоциации студенческого спорта (62,84), принял участие в чемпионате мира в Осаке (58,76).
Благодаря череде удачных выступлений удостоился права защищать честь страны на летних Олимпийских играх 2008 года в Пекине — в программе метания диска на предварительном квалификационном этапе показал результат 58,22 метра, чего оказалось недостаточно для выхода в финал.
В 2010 году выступал в метании диска и толкании ядра на чемпионате Европы в Барселоне.
В 2011 году толкал ядро на чемпионате Европы в помещении в Париже (19,21), метал диск на чемпионате мира в Тэгу (60,57).
На чемпионате Европы 2012 года в Хельсинки метнул диск на 59,02 метра и в финал не вышел.
В 2013 году занял восьмое место в толкании ядра на чемпионате Европы в помещении в Гётеборге (19,17), участвовал в метании диска на чемпионате мира в Москве (59,13).
На чемпионате Европы 2014 года в Цюрихе провалил все три свои попытки в метании диска, не показав никакого результата.
В 2016 году на чемпионате Европы в Амстердаме метнул диск на 61,63 метра.
В 2017 году принимал участие в метании диска на чемпионате мира в Лондоне — с результатом 58,91 в финал не вышел.
В августе 2019 года решил сменить шведское спортивное гражданство на американское, при этом в соответствии с правилами World Athletics к выступлениям за сборную США он может быть допущен только в 2022 году.
Его младший брат Лейф Аррениус так же выступал за Швецию в тех же дисциплинах.
Прихожанин Церкви Иисуса Христа Святых последних дней. Являлся миссионером мормонизма в Стокгольме.